# Trachinus cornutus
Trachinus cornutus är en fiskart som beskrevs av Guichenot, 1848. Trachinus cornutus ingår i släktet Trachinus och familjen fjärsingfiskar. Inga underarter finns listade i Catalogue of Life.